# Kim Jong-il
Kim Jong-il, född 16 februari 1941 i Vjatskoje nära Chabarovsk i Sibirien eller 16 februari 1942 vid berget Paektu i dåvarande Japanska Korea, död 17 december 2011 i Pyongyang, var Nordkoreas ledare tillika diktator mellan 1994 och 2011. Han innehade posterna som ordförande i den nationella försvarskommittén och generalsekreterare i Koreas arbetarparti.
Den vanligaste uppfattningen om Kim gör gällande att han var en grym diktator, bland annat enligt erkända människorättsorganisationen Human Rights Watch, som likställer Kim med en diktator som – enligt ovannämnda organisation och därtill 24 andra människorättsorganisationer – var synnerligen korrupt.
Även Amnesty gör gällande att Kim fortsatte på den diktatoriska väg som hans fader banat väg för, då han, i likhet med sin far, satte hundratusentals oliktänkande nordkoreanska medborgare i brutala fångläger och samtidigt lät miljontals förbli i fattigdom med följder som svält och bristfällig sjukvård.

## Biografi
Enligt sovjetiska källor föddes Kim Jong-il som Jurij Irsenovitj Kim (Юрий Ирсенович Ким) vid ett hemligt arméläger vid byn Vjatskoje, sju mil nordöst om Chabarovsk i dåvarande Sovjetunionen. Nordkoreanerna å sin sida hävdar att han föddes på berget Paektusan. Kims far var ledare för en koreansk gerillagrupp som hade flytt över gränsen från Korea för att undgå japanernas offensiver. I september 1945, två veckor efter att den sovjetiska armén intagit den norra halvan av Koreahalvön, återvände familjen till Pyongyang.
Kim sattes i förskola för högre kaderbarn varefter han fortsatte till lägre mellanskola nummer 1 i Pyongyang och sedan till högre mellanskola i Namsan. Kim studerade också i Kina (Jilin) 1950–1952. År 1960 började han läsa statsvetenskap vid Kim Il Sung-universitetet varifrån han utexaminerades 1964.
Kim var filmentusiast och skrev två böcker, On the Art of the Cinema som gavs ut 1973 och The Cinema and Directing som gavs ut 1987. I slutet av 1970-talet ville han skapa en nordkoreansk filmindustri. Han kidnappade då den sydkoreanske regissören Shin Sang-ok som tvingades arbeta i Nordkorea. Där regisserade han bland annat monsterfilmen Pulgasari (1985), innan han lyckades fly.
Vid sidan av sitt filmintresse var Kim även intresserad av japansk mat och hade även en fäbless för arabiska fullblod, unga blondiner och Mercedesbilar. Han bar ofta solglasögon och platåskor.

### Familj
Kim sägs ha varit gift ett flertal gånger och han hade åtminstone sex barn, tre söner och tre döttrar, med följande namn i kronologisk ordning:
- Kim Jong-nam (född 19 maj 1971, Pyongyang, Nordkorea, död 13 februari 2017) – son
- Kim Sul-Song (född 1974) – dotter
- Kim Jong-chul (född 25 september 1981) – son
- Kim Jong-un (född 8 januari 1984) – son och Nordkoreas nuvarande de facto-ledare
- Kim Yo-jong, (född  26 september 1987) – dotter

### Nordkoreas ledare 1994–2011
När fadern Kim Il-sung dog 1994 tog Kim Jong-il över som Nordkoreas ledare. Han övertog dock inte presidenttiteln, som "i evighet" reserverades för fadern. Han benämndes i början av sin tid som högste ledare officiellt som ”den käre ledaren”, men därefter endast som ordföranden. Hans födelsedag är allmän helgdag i Nordkorea.
År 2000 var Kim värd för det första toppmötet någonsin mellan ledarna i Nord- och Sydkorea, när Sydkoreas president Kim Dae-jung besökte Pyongyang. Ett resultat av mötet var ett program där koreanska familjer som splittrats under Koreakriget fick möjlighet att träffas för första gången på ett halvsekel.
Kim satsade på att stärka det nordkoreanska försvaret, under parollen "militären först". Att bli en kärnvapenmakt var prioriterat, och 2006 skedde den första nordkoreanska provsprängningen av en atombomb.

### Hälsa

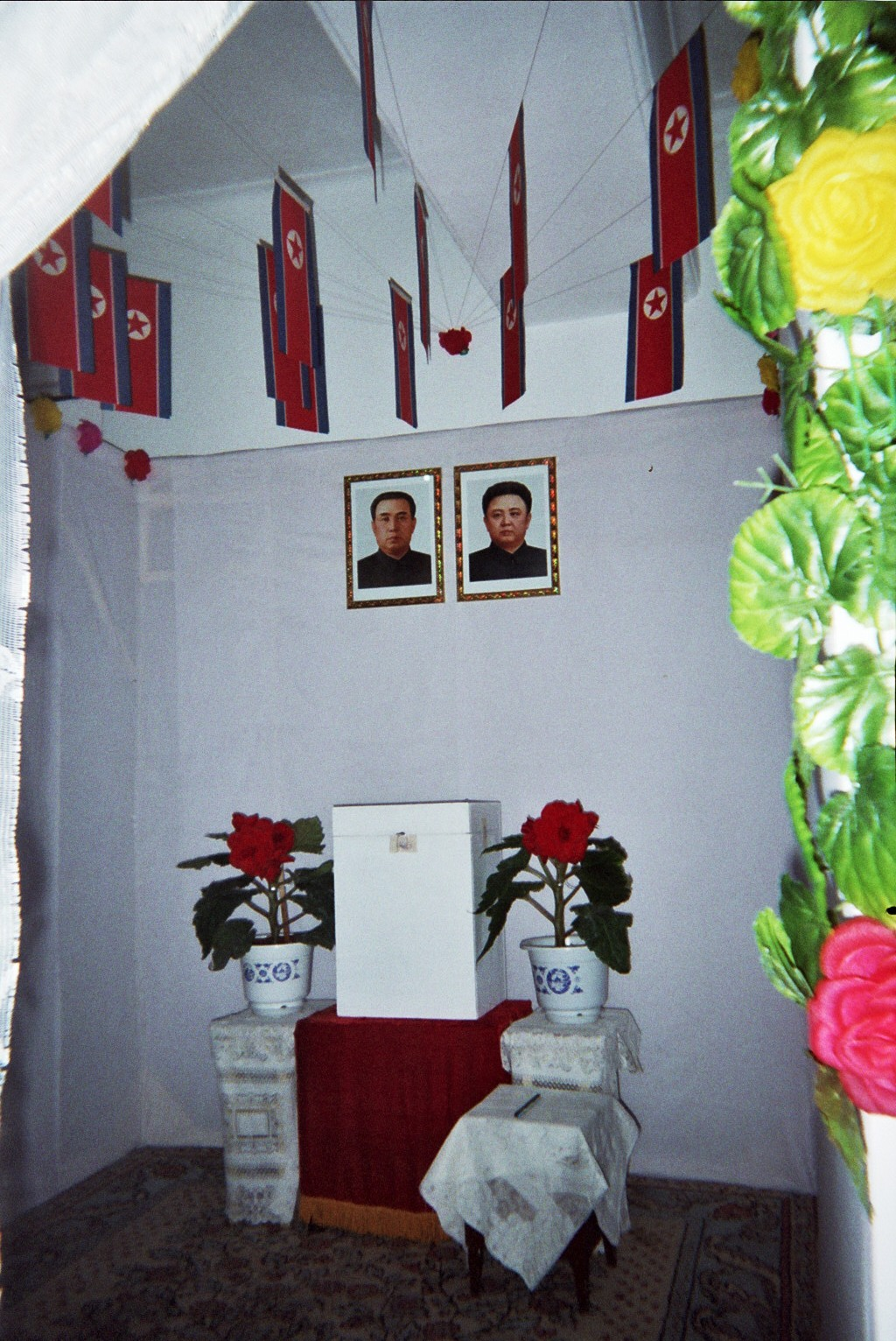
Vallokal i Pyongyang, med fotografier på Kim Il-sung och Kim Jong-il.

Den 9 september 2008 spreds uppgifter om att Kim Jong-il drabbats av en stroke. Ryktena om hans hälsa uppstod då han inte medverkade i den parad som hyllade Nordkoreas 60-årsjubileum. Senare bekräftades uppgifterna av en fransk läkare som flugits in till Nordkorea för att bistå vid behandlingen. När Kim åter visade sig offentligt i april 2009 var han märkbart påverkad av sin sjukdom. Efter stroken lyfte Kim fram sin yngste son Kim Jong-un som sin tilltänkta efterträdare. Under 2010 fick Kim Jong-un höga poster i staten och började omnämnas och synas i den statliga propagandan.

### Död
Kim Jong-ils död rapporterades den 19 december 2011 i nordkoreansk television. Den tårfyllda presentatören sade att ledaren hade dött två dagar tidigare av "fysiskt och mentalt överarbete". I samma TV-sändning tillkännagavs även sonen Kim Jong-un som hans efterträdare. Den officiella nyhetsbyrån KCNA rapporterade att Kim Jong-il avled till följd av en svår hjärtinfarkt tillsammans med hjärtstopp. Han dog ombord på ett tåg under en av sina vägledningsresor. Den 11 april 2012 rapporterade medier att man från Pyongyang har utsett Kim Jong-il till "evig partiledare".

## Officiell bild
Nordkoreanska medier påstås göra gällande att det när Kim Jong-il föddes tändes en ny stjärna och dubbla regnbågar syntes på himlen.
Reuters har återgett att nordkoreanska medier rapporterat att Kim Jong-il hade fotografiskt minne. Det berättas att då han besökte en kyrkogård och såg runt bland gravarna kunde han i sitt minne återkalla vad de döda hade gjort, hur de var som personer, vad de hade för smak och sörjande släktingar genom att ta en snabb titt på namnet på graven.
Vidare sägs det ha uttryckts angående Kim Jong-ils person, att han var stor, och det sägs berättas hur han flög jetflygplan, skrev operor, producerade filmer och var världens främste poet.
Kommunistpartiets tidning Rodong Sinmun har också meddelat att Kim Jong-ils "vördnadsbjudande" och anspråkslösa klädsel inspirerat omvärlden till den milda grad att hela världen tar efter diktatorns klädstil. En fransk modeexpert citeras i artikeln: "Kim Jong-Ils mode, som nu sprider sig snabbt över världen, är något som aldrig tidigare har inträffat i världshistorien".

## Släktträd
|                |                |                |                |                |                |              |              |              |              |              |              |              |              |              |              |              |              |             |             |               |               |               |               |               |               |              |              |              |              |              |              |              |              | Kim Hyŏng-jik | Kim Hyŏng-jik | Kim Hyŏng-jik | Kim Hyŏng-jik | Kim Hyŏng-jik | Kim Hyŏng-jik |               |               | Kang Pan-sŏk  | Kang Pan-sŏk  | Kang Pan-sŏk  | Kang Pan-sŏk  | Kang Pan-sŏk | Kang Pan-sŏk |                 |                 |                 |                 |                 |                 |             |             |              |              |              |              |              |              |
|                |                |                |                |                |                |              |              |              |              |              |              |              |              |              |              |              |              |             |             |               |               |               |               |               |               |              |              |              |              |              |              |              |              | Kim Hyŏng-jik | Kim Hyŏng-jik | Kim Hyŏng-jik | Kim Hyŏng-jik | Kim Hyŏng-jik | Kim Hyŏng-jik |               |               | Kang Pan-sŏk  | Kang Pan-sŏk  | Kang Pan-sŏk  | Kang Pan-sŏk  | Kang Pan-sŏk | Kang Pan-sŏk |                 |                 |                 |                 |                 |                 |             |             |              |              |              |              |              |              |
|                |                |                |                |                |                |              |              |              |              |              |              |              |              |              |              |              |              |             |             |               |               |               |               |               |               |              |              |              |              |              |              |              |              |               |               |               |               |               |               |               |               |               |               |               |               |              |              |                 |                 |                 |                 |                 |                 |             |             |              |              |              |              |              |              |
|                |                |                |                |                |                |              |              |              |              |              |              |              |              |              |              |              |              |             |             |               |               |               |               |               |               |              |              |              |              |              |              |              |              |               |               |               |               |               |               |               |               |               |               |               |               |              |              |                 |                 |                 |                 |                 |                 |             |             |              |              |              |              |              |              |
|                |                |                |                |                |                |              |              |              |              |              |              |              |              |              |              |              |              |             |             |               |               |               |               |               |               |              |              |              |              | Kim Jong-suk | Kim Jong-suk | Kim Jong-suk | Kim Jong-suk | Kim Jong-suk  | Kim Jong-suk  |               |               | Kim Il-sung   | Kim Il-sung   | Kim Il-sung   | Kim Il-sung   | Kim Il-sung   | Kim Il-sung   |               |               | Kim Sŏng-ae  | Kim Sŏng-ae  | Kim Sŏng-ae     | Kim Sŏng-ae     | Kim Sŏng-ae     | Kim Sŏng-ae     |                 |                 | Kim Yong-ju | Kim Yong-ju | Kim Yong-ju  | Kim Yong-ju  | Kim Yong-ju  | Kim Yong-ju  |              |              |
|                |                |                |                |                |                |              |              |              |              |              |              |              |              |              |              |              |              |             |             |               |               |               |               |               |               |              |              |              |              | Kim Jong-suk | Kim Jong-suk | Kim Jong-suk | Kim Jong-suk | Kim Jong-suk  | Kim Jong-suk  |               |               | Kim Il-sung   | Kim Il-sung   | Kim Il-sung   | Kim Il-sung   | Kim Il-sung   | Kim Il-sung   |               |               | Kim Sŏng-ae  | Kim Sŏng-ae  | Kim Sŏng-ae     | Kim Sŏng-ae     | Kim Sŏng-ae     | Kim Sŏng-ae     |                 |                 | Kim Yong-ju | Kim Yong-ju | Kim Yong-ju  | Kim Yong-ju  | Kim Yong-ju  | Kim Yong-ju  |              |              |
|                |                |                |                |                |                |              |              |              |              |              |              |              |              |              |              |              |              |             |             |               |               |               |               |               |               |              |              |              |              |              |              |              |              |               |               |               |               |               |               |               |               |               |               |               |               |              |              |                 |                 |                 |                 |                 |                 |             |             |              |              |              |              |              |              |
|                |                |                |                |                |                |              |              |              |              |              |              |              |              |              |              |              |              |             |             |               |               |               |               |               |               |              |              |              |              |              |              |              |              |               |               |               |               |               |               |               |               |               |               |               |               |              |              |                 |                 |                 |                 |                 |                 |             |             |              |              |              |              |              |              |
|                |                |                |                |                |                |              |              |              |              |              |              |              |              |              |              |              |              |             |             |               |               |               |               |               |               |              |              |              |              |              |              |              |              |               |               |               |               |               |               |               |               |               |               |               |               |              |              |                 |                 |                 |                 |                 |                 |             |             |              |              |              |              |              |              |
|                |                |                |                |                |                |              |              |              |              |              |              |              |              |              |              |              |              |             |             |               |               |               |               |               |               |              |              |              |              |              |              |              |              |               |               |               |               |               |               |               |               |               |               |               |               |              |              |                 |                 |                 |                 |                 |                 |             |             |              |              |              |              |              |              |
| Kim Young-sook | Kim Young-sook | Kim Young-sook | Kim Young-sook | Kim Young-sook | Kim Young-sook |              |              | Song Hye-rim | Song Hye-rim | Song Hye-rim | Song Hye-rim | Song Hye-rim | Song Hye-rim |              |              | Kim Jong-il  | Kim Jong-il  | Kim Jong-il | Kim Jong-il | Kim Jong-il   | Kim Jong-il   |               |               | Ko Young-hee  | Ko Young-hee  | Ko Young-hee | Ko Young-hee | Ko Young-hee | Ko Young-hee |              |              | Kim Ok       | Kim Ok       | Kim Ok        | Kim Ok        | Kim Ok        | Kim Ok        |               |               | Kim Kyong-hui | Kim Kyong-hui | Kim Kyong-hui | Kim Kyong-hui | Kim Kyong-hui | Kim Kyong-hui |              |              | Jang Song-thaek | Jang Song-thaek | Jang Song-thaek | Jang Song-thaek | Jang Song-thaek | Jang Song-thaek |             |             | Kim Pyong-il | Kim Pyong-il | Kim Pyong-il | Kim Pyong-il | Kim Pyong-il | Kim Pyong-il |
| Kim Young-sook | Kim Young-sook | Kim Young-sook | Kim Young-sook | Kim Young-sook | Kim Young-sook |              |              | Song Hye-rim | Song Hye-rim | Song Hye-rim | Song Hye-rim | Song Hye-rim | Song Hye-rim |              |              | Kim Jong-il  | Kim Jong-il  | Kim Jong-il | Kim Jong-il | Kim Jong-il   | Kim Jong-il   |               |               | Ko Young-hee  | Ko Young-hee  | Ko Young-hee | Ko Young-hee | Ko Young-hee | Ko Young-hee |              |              | Kim Ok       | Kim Ok       | Kim Ok        | Kim Ok        | Kim Ok        | Kim Ok        |               |               | Kim Kyong-hui | Kim Kyong-hui | Kim Kyong-hui | Kim Kyong-hui | Kim Kyong-hui | Kim Kyong-hui |              |              | Jang Song-thaek | Jang Song-thaek | Jang Song-thaek | Jang Song-thaek | Jang Song-thaek | Jang Song-thaek |             |             | Kim Pyong-il | Kim Pyong-il | Kim Pyong-il | Kim Pyong-il | Kim Pyong-il | Kim Pyong-il |
|                |                |                |                |                |                |              |              |              |              |              |              |              |              |              |              |              |              |             |             |               |               |               |               |               |               |              |              |              |              |              |              |              |              |               |               |               |               |               |               |               |               |               |               |               |               |              |              |                 |                 |                 |                 |                 |                 |             |             |              |              |              |              |              |              |
|                |                |                |                |                |                |              |              |              |              |              |              |              |              |              |              |              |              |             |             |               |               |               |               |               |               |              |              |              |              |              |              |              |              |               |               |               |               |               |               |               |               |               |               |               |               |              |              |                 |                 |                 |                 |                 |                 |             |             |              |              |              |              |              |              |
|                |                |                |                | Kim Sul-song   | Kim Sul-song   | Kim Sul-song | Kim Sul-song | Kim Sul-song | Kim Sul-song |              |              | Kim Jong-nam | Kim Jong-nam | Kim Jong-nam | Kim Jong-nam | Kim Jong-nam | Kim Jong-nam |             |             | Kim Jong-chul | Kim Jong-chul | Kim Jong-chul | Kim Jong-chul | Kim Jong-chul | Kim Jong-chul |              |              | Kim Jong-un  | Kim Jong-un  | Kim Jong-un  | Kim Jong-un  | Kim Jong-un  | Kim Jong-un  |               |               | Kim Yo-jong   | Kim Yo-jong   | Kim Yo-jong   | Kim Yo-jong   | Kim Yo-jong   | Kim Yo-jong   |               |               |               |               |              |              |                 |                 |                 |                 |                 |                 |             |             |              |              |              |              |              |              |
|                |                |                |                | Kim Sul-song   | Kim Sul-song   | Kim Sul-song | Kim Sul-song | Kim Sul-song | Kim Sul-song |              |              | Kim Jong-nam | Kim Jong-nam | Kim Jong-nam | Kim Jong-nam | Kim Jong-nam | Kim Jong-nam |             |             | Kim Jong-chul | Kim Jong-chul | Kim Jong-chul | Kim Jong-chul | Kim Jong-chul | Kim Jong-chul |              |              | Kim Jong-un  | Kim Jong-un  | Kim Jong-un  | Kim Jong-un  | Kim Jong-un  | Kim Jong-un  |               |               | Kim Yo-jong   | Kim Yo-jong   | Kim Yo-jong   | Kim Yo-jong   | Kim Yo-jong   | Kim Yo-jong   |               |               |               |               |              |              |                 |                 |                 |                 |                 |                 |             |             |              |              |              |              |              |              |
|                |                |                |                |                |                |              |              |              |              |              |              | Kim Han-sol  |              |              |              |              |              |             |             |               |               |               |               |               |               |              |              |              |              |              |              |              |              |               |               |               |               |               |               |               |               |               |               |               |               |              |              |                 |                 |                 |                 |                 |                 |             |             |              |              |              |              |              |              |